# 분수계 미적분학
분수계 미적분학(Fractional calculus)은 해석학의 한 갈래로서 미분 연산자
{\displaystyle D={\dfrac {d}{dx}}}
와 적분 연산자 J의 거듭제곱 자리에 실수 혹은 복소수가 위치할 수 있는 가능성에 대해 연구한다.
여기에서 거듭제곱이란 단어는 작용소의 합성을 반복한다는 의미로 사용된 것으로, f2(x) = f(f(x)) 와 같은 표현과 같은 맥락이다. 